# 16996 Дагір
16996 Дагір (16996 Dahir) — астероїд головного поясу, відкритий 10 лютого 1999 року.
Тіссеранів параметр щодо Юпітера — 3,590.